# Октябрьский (Белинский район)
Октябрьский — посёлок в Белинском районе Пензенской области России, входит в состав Студенского сельсовета.

## География
Посёлок расположен в 11 км на север от центра поселения села Студенка и в 30 км на северо-запад от райцентра города Белинский.

## История
Основан в конце 19 – начале 20 столетий, назывался, предположительно, по фамилии Загибалов. В 1911 г. – пос. Загибалиха в составе Поимской волости Чембарского уезда Пензенской губернии, 9 дворов. 
C 1928 г. — в составе Редкодубского сельсовета (центр сельсовета находился в пос. Шарово) Поимского района Пензенского округа Средне-Волжской области. C 1939 г. — в составе Пензенской области.
Переименован Указом Президиума Верховного Совета РСФСР от 12 июня 1952 г. в честь Великой Октябрьской социалистической революции. В ходатайстве местных властей указывалось: «Название село Загибалиха носит с 1912 г., когда на это место помещики выселяли крестьян, которые в скором времени умирали, выражаясь на мордовском языке, загнулись» (на самом деле поселок помещикам никогда не принадлежал); Октябрьским его просили назвать «в виду того, что рост и расцвет культуры и благосостояния населения начался с Октябрьской социалистической революции». В 1955 г. – центр Черногайского сельсовета Поимского района, колхоз имени Ворошилова. С 1959 года — в составе Белинского района. В 1980-е гг. – в составе Студенского сельсовета.

## Население
| 1911 | 1926 | 1939 | 1959 | 1979 | 1989 | 1996 |
| ---- | ---- | ---- | ---- | ---- | ---- | ---- |
| 56   | ↗88  | ↗233 | ↗292 | ↘155 | ↘109 | ↗120 |
| 2002 | 2010 |      |      |      |      |      |
| ↗142 | ↘105 |      |      |      |      |      |

Посёлок является местом компактного расселения мордвы, которая составляет 19 % населения.

## Известные люди
Посёлок — Родина Героя Советского Союза, старшего лейтенанта, летчика штурмовой авиации Алексея Ивановича Бородина (1917-1999), совершившего к февралю 1943 г. 60 боевых вылетов на штурмовку войск противника; награжден тремя орденами Красного Знамени, двумя орденами Отечественной войны первой степени, орденами Александра Невского, Красной Звезды.